# Tall Ships’ Races

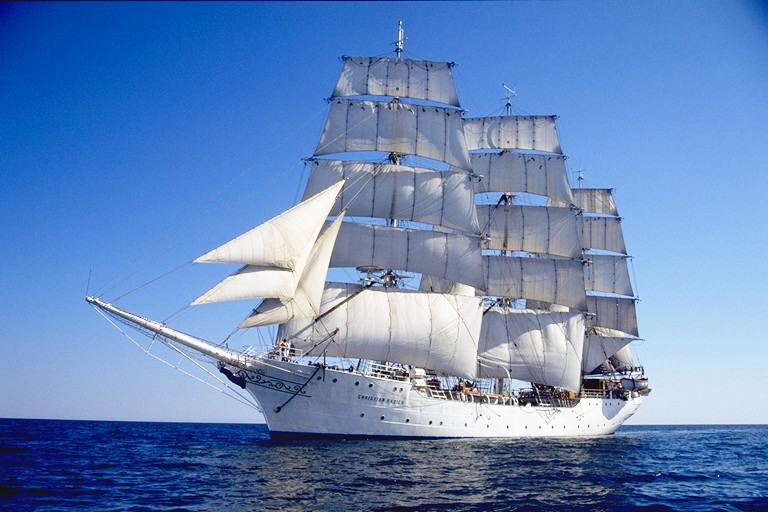
Mehrfacher Sieger und schon 1956 mitgesegelt: Die Christian Radich

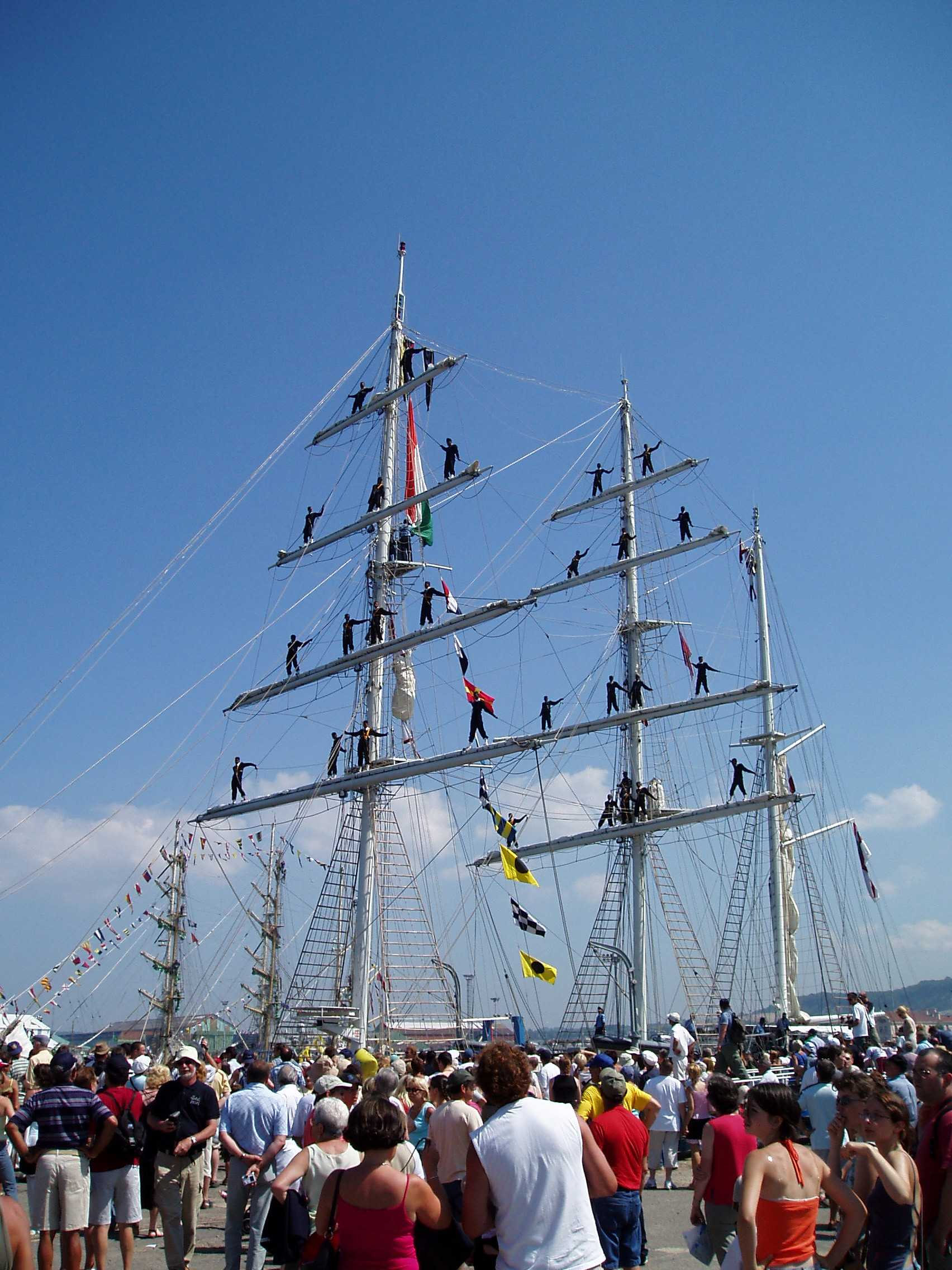
Publikumsmagnet Großsegler: Hunderttausende Besucher pro Jahr

Die Tall Ships’ Races – im Englischen offiziell meist The Tall Ships’ Races, dt. etwa „(Die) Großsegler-Rennen“; von 1973 bis 2003 Cutty Sark Tall Ships’ Races – sind eine erstmals 1956 ausgetragene Langstreckenregatta für Großsegler und andere Segelschiffe mit großenteils jungen Besatzungen (16 bis 25 Jahre). Bei der Regatta steht einerseits das Wettsegeln auf Zeit im Vordergrund, andererseits auch das Ziel der Völkerverständigung und des Austauschs zwischen jungen Menschen sowie die Förderung von „Sail Training“ (Segelausbildung zum Ziel der persönlichen – physischen und psychischen – Entwicklung und Charakterbildung).
Die Regatta besteht in der Regel aus zwei Etappen (races: „Rennen“) über mehrere hundert Seemeilen, wobei die Teilnehmer auch an nur einer der Etappen teilnehmen können; sie können dann allerdings naturgemäß nicht für den Gesamtsieg über beide Etappen gewertet werden. Zwischen den beiden Etappen findet eine cruise in company (etwa: „Reise in Gemeinschaft“) statt, bei der die teilnehmenden Schiffe außer Wertung zum Starthafen der nächsten Regattaetappe segeln und Besatzungsmitglieder auf fremden Schiffen mitsegeln können (crew change); dadurch können die Besatzungsmitglieder andere Schiffe und Mannschaften kennenlernen, außerdem soll damit die gegenseitige Begegnung gefördert werden.
Die Regatta wird jährlich auf wechselnden Routen auf europäischen Gewässern mit ca. 40 bis 90 (seltener bis über 120) Schiffen pro Etappe abgehalten. Von 2003 bis 2009 war die belgische Stadt Antwerpen Sponsor der Regatta, für die Jahre 2010 bis 2013 hat das die polnische Stadt Stettin übernommen.
In den teilnehmenden Häfen ist die Regatta einschließlich Schiffsbesichtigungen und Beiprogramm traditionell ein Publikumsmagnet. In den letzten Jahren strömten jährlich Hunderttausende zu den Tall Ships’ Races. 2006 kamen allein nach Antwerpen – zwar Zielhafen der Regatta zum 50-jährigen Jubiläum, aber nur einer von in jenem Jahr sechs teilnehmenden Häfen – 750.000 Besucher.

## Der Name der Regatta

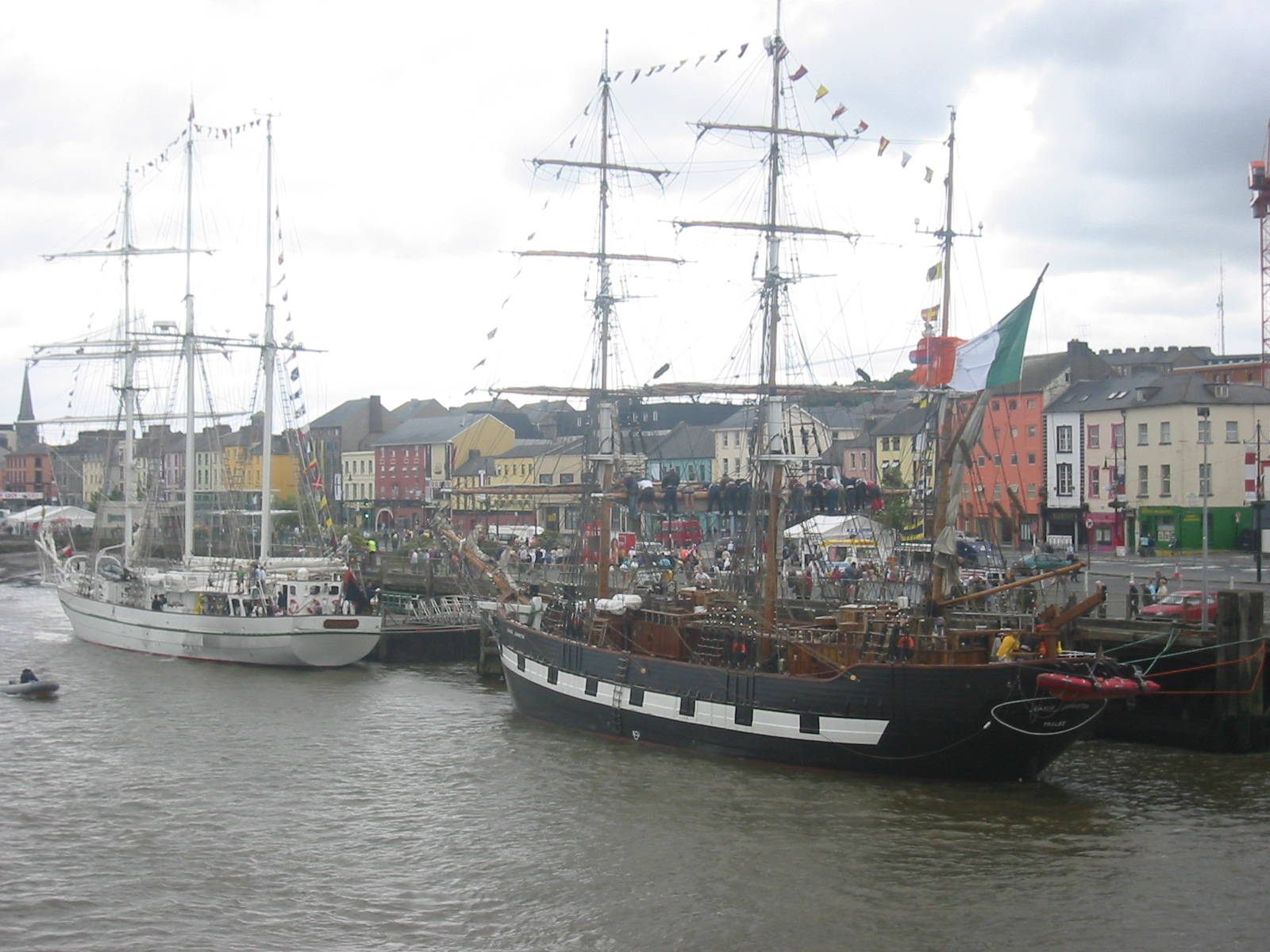
Internationale Großsegler in Waterford (Irland): The Tall Ships’ Races 2005

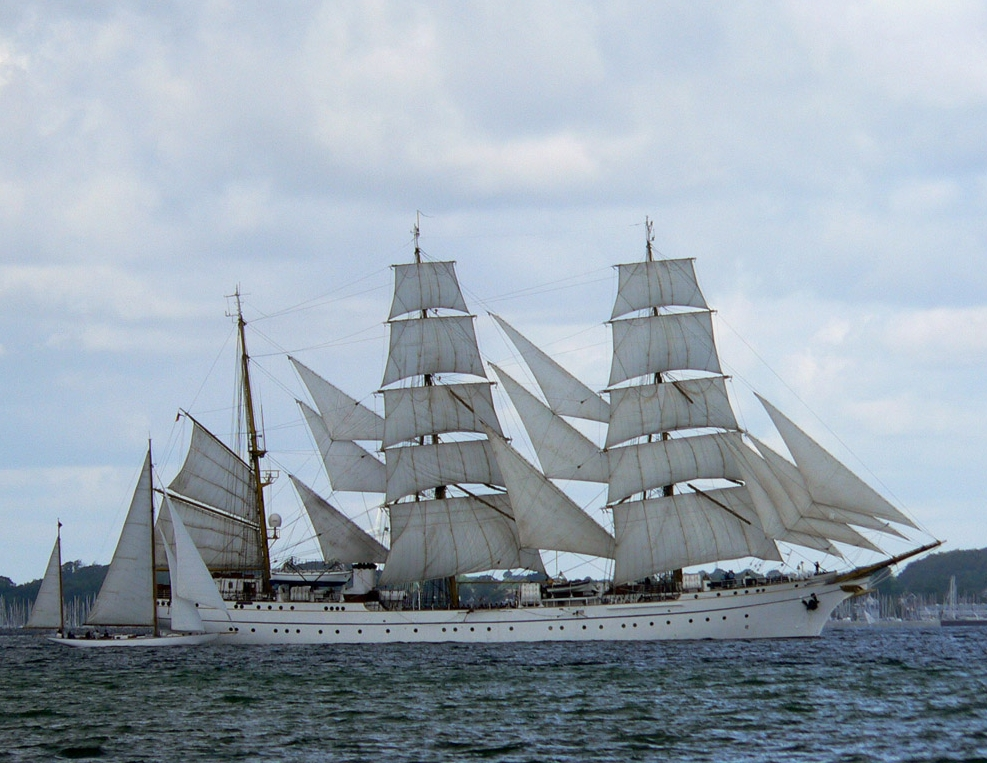
Die Gorch Fock

Der englische Name „Tall Ships’ Races“ lässt sich ungefähr als „Großsegler-Rennen“ übersetzen. Ähnlich dem deutschen Wort „Großsegler“ bezeichnet „tall ship“ (wörtlich: hohes/großes Schiff; eingedeutscht „Tallship“) keinen bestimmten Typ von Segelschiffen (z. B. Bark oder Vollschiff), sondern bezieht sich allgemein auf größere Segelschiffe in traditioneller Bauweise. Die Bedeutung des Begriffs wurde durch die Tall Ships’ Races mitgeprägt. Die bekannten, großen Teilnehmer-Schiffe der Regatta werden daraufhin heute als typische „Tallships“ angesehen.
1973 bis 2003 waren Berry Brothers & Rudd, die den Cutty Sark Scotch Whisky vermarkten, Sponsoren der Regatta, die in dieser Zeit den Namen Cutty Sark Tall Ships’ Races trug. Der Whisky wiederum war nach dem in London liegenden Schiff Cutty Sark benannt, dessen Name aus der Mundart der schottischen Lowlands – auch Lallans genannt – stammt und „kurzes (Unter-)Hemd“ bedeutet. Nachdem sich die Sponsoren 2003 zurückzogen haben, trägt die Regatta wieder ihren ursprünglichen Namen.

## Teilnehmer: Die Schiffe
Der Begriff „Tall Ships“ wird von den Veranstaltern sehr großzügig ausgelegt: An den Tall Ships’ Races dürfen Schiffe ab 30 Fuß (9,14 Meter) Länge Wasserlinie teilnehmen.
Das Teilnehmerfeld wird heute in vier Größenklassen eingeteilt: In Klasse A segeln die größten teilnehmenden Schiffe, nämlich Schiffe mit einer Länge über 150 Fuß (45,72 Meter); dazu gehören z. B. die Mir, die Christian Radich oder die Gorch Fock. Klasse B umfasst die kleineren Traditionssegler, also Schiffe in der Größe von z. B. der Johann Smidt oder der Astrid. Die modernen Schiffe, die kleiner als 100 Fuß (30,48 Meter) sind, d. h. vor allem die Jachten, segeln in den Klassen C und D: In Klasse C nehmen die kleineren Schiffe teil, die ohne Spinnaker (ein oft buntes Segel für leichten Wind, das die Geschwindigkeit erhöht) fahren. Die kleineren Schiffe mit Spinnaker starten in Klasse D.
Pro Etappe nehmen meist ca. 40 bis 90 Schiffe teil. Das mit zehn Schiffen kleinste Teilnehmerfeld in den letzten Jahren segelte 2005 auf einer Sonderetappe (zusätzlich zu den üblichen zwei Etappen) von Torbay nach Santander (Spanien). Das größte Teilnehmerfeld der vergangenen Jahre war 1993 unterwegs: 122 Schiffe segelten von Newcastle upon Tyne/Gateshead (Großbritannien) nach Bergen (Norwegen).

## Teilnehmer: Die Besatzungen

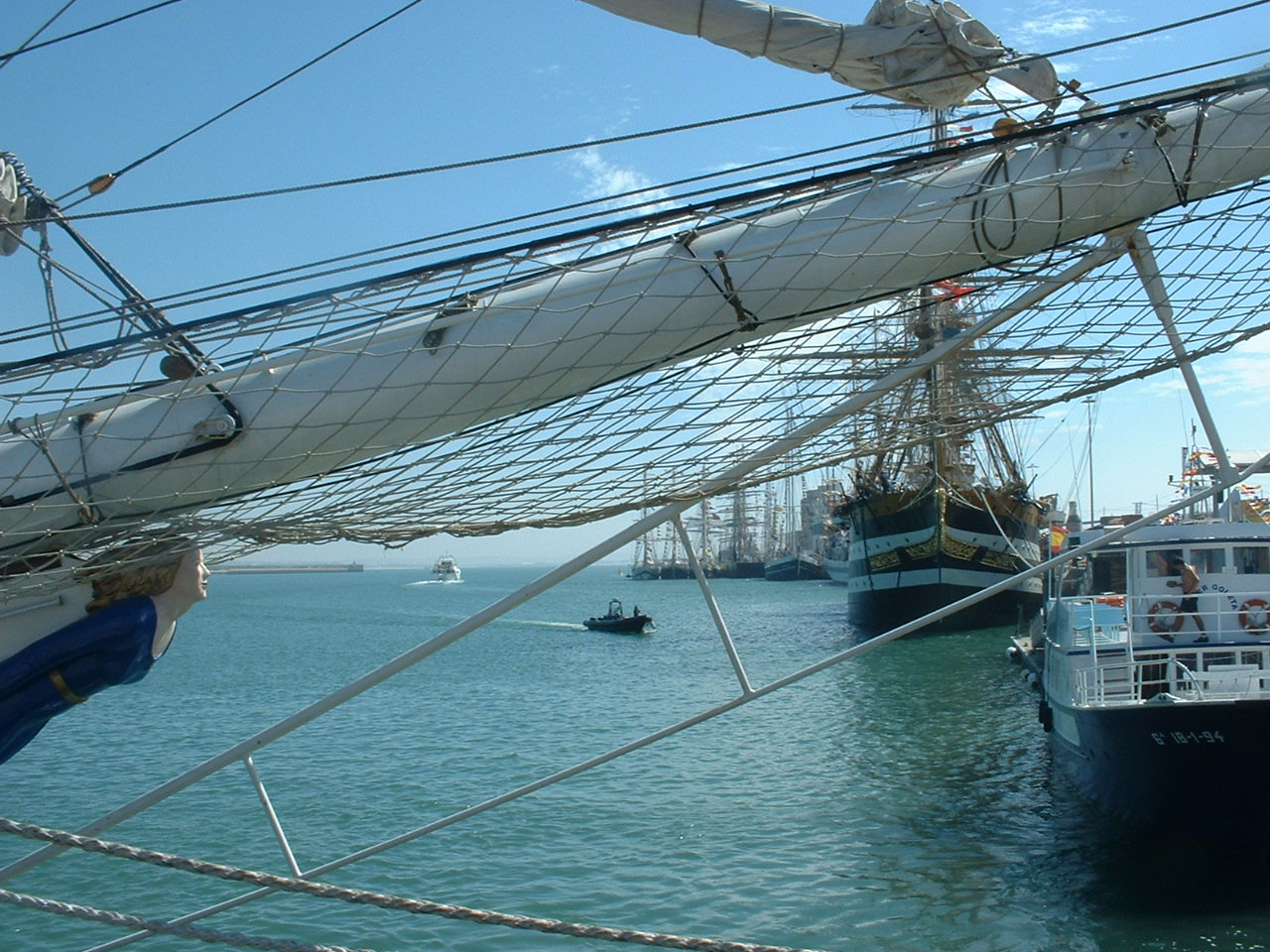
Jubiläumsjahr 2006: Tall Ships’ Races im Hafen von Cádiz

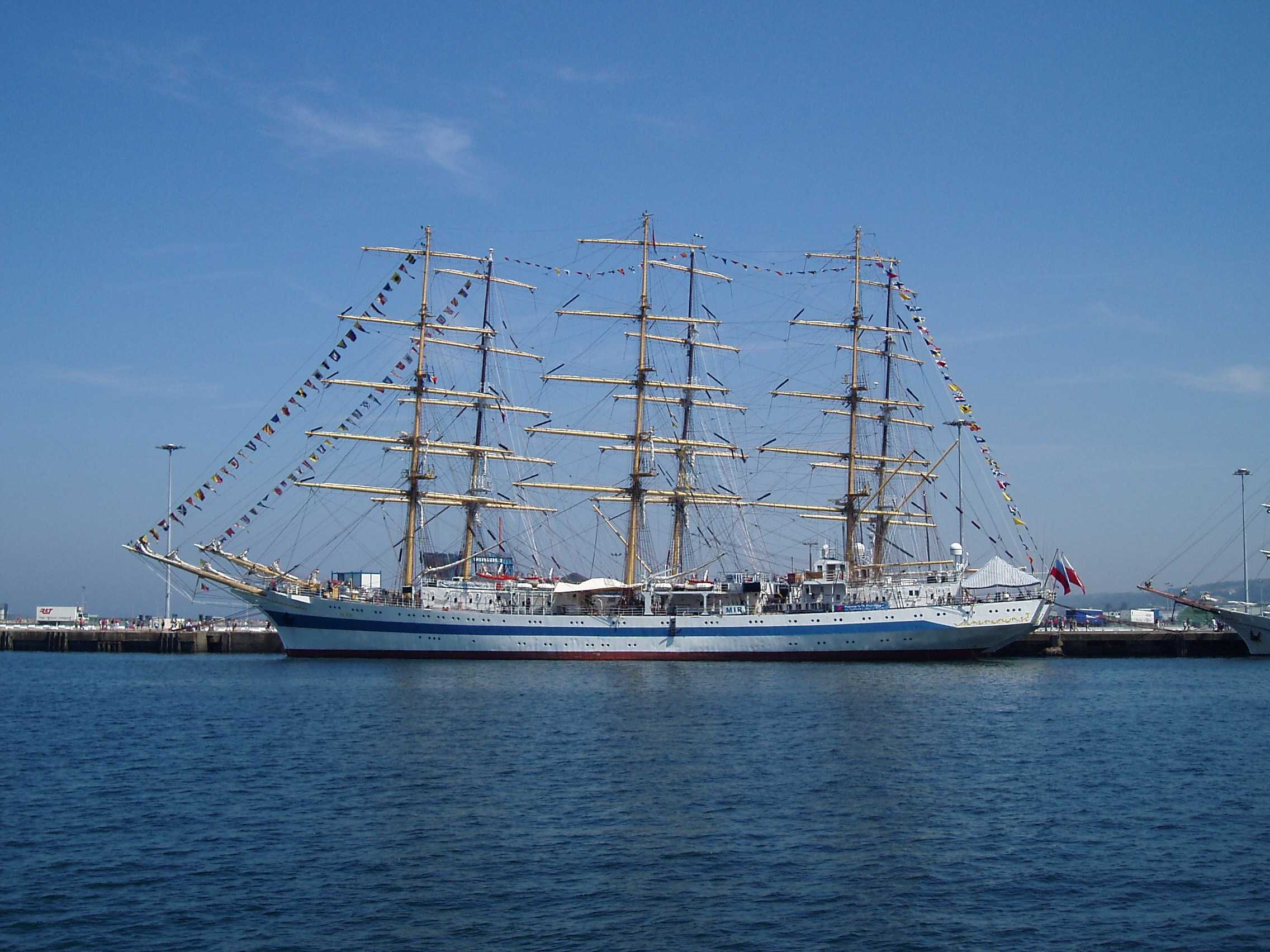
Tall Ships’ Races 2005 in Cherbourg: Die Mir, dahinter die Dar Młodzieży

Teilnahmebedingung ist, dass die Hälfte der Besatzung zwischen 16 und 25 Jahre alt ist. Das Alter der übrigen Besatzung unterliegt keinen Vorschriften, so dass als Stammbesatzung der Großsegler oft erfahrene, deutlich ältere Teilnehmer eingesetzt werden. Dadurch sind gerade auf größeren Schiffen für die übrigen Mitsegler vorherige Segelkenntnisse oft keine Voraussetzung für die Teilnahme an der Regatta. So bieten zum Beispiel mehrere deutsche Vereine Fahrten an, bei denen die Mitsegler vor dem Regattastart zunächst einen oder mehrere Tage in die Segelmanöver eingeführt werden können und dann – unter erfahrener Führung – bei der Regatta voll eingesetzt werden (z. B. Clipper DJS und LebenLernen auf Segelschiffen e. V.).
Schon seit der ersten Austragung ist ein Ziel der Regatta die Verständigung und der Austausch zwischen jungen Menschen, vor allem jungen Menschen in der Segelausbildung auf traditionellen Schiffen. Da auch heute noch ein großer Teil der Großsegler als Schulschiffe bzw. zur Segelausbildung durch Vereine eingesetzt wird, nehmen an der Regatta seit jeher viele Segelschulschiffe – einschließlich Schiffen verschiedener Kriegs- und Handelsmarinen – teil.

## Preise der Regatta
Preise werden bei den Tall Ships’ Races unter anderem für die Geschwindigkeit der Segelschiffe vergeben. Sieger werden pro Regattaetappe und als Gesamtsieger beider Etappen sowie pro Größenklasse und als Gesamtsieger aller Teilnehmer ermittelt. Da sich die Schiffe auch innerhalb der Größenklassen noch stark unterscheiden, werden die Tall Ships’ Races als „Vermessungsformel-Regatta“ durchgeführt: Auf der Grundlage seiner Bauart (Rumpf, Takelage) bekommt jedes Schiff einen Yardstickwert zugeordnet, der das Geschwindigkeitspotential des Schiffs berücksichtigt. Mit diesem Wert wird die für die Regattastrecke tatsächlich benötigte Segelzeit korrigiert, und mit diesen berechneten Zeiten werden dann die Ergebnisse der Schiffe bestimmt. Deshalb ist das erste Schiff im Ziel oft nicht der Sieger, da ein langsameres Schiff nach berechneter Zeit die bessere Leistung erbracht haben kann (siehe Regattasegeln). Beispielsweise war 1956, in der ersten Auflage der Tall Ships’ Races, die argentinische Jacht Juana zwar das erste Schiff im Ziel, der Sieg ging jedoch an die britische Moyana vor dem norwegischen Vollschiff Christian Radich.
1973 führte der Sponsor Berry Brothers & Rudd neben der Umbenennung der Regatta in Cutty Sark Tall Ships’ Race auch einen neuen Preis ein: die Cutty Sark Trophy. Der Zweimastschoner Esprit des JugendKutterWerks Bremen e. V. gewann als einziges deutsches Boot im Jahr 1997 die Trophy. Seit dem Rückzug des Sponsors im Jahr 2003 wird der Preis unter dem Namen Sail Training International Friendship Trophy (kurz Friendship Trophy, engl. für Freundschaftspreis) vergeben. Der begehrte Preis geht an die Mannschaft, die – laut einer geheimen Abstimmung der Kapitäne aller teilnehmenden Schiffe – während der Regatta am meisten zu internationaler Verständigung und Freundschaft beigetragen hat. 2003 und 2004 gewann die Besatzung der Mir die Friendship Trophy, 2005 ging der Preis an die Besatzung der Shabab Oman aus Oman, 2006 an die der spanischen Juan de Langara und 2007 an die der britischen Lord Nelson.
Daneben werden verschiedene weitere Preise, zum Teil nur einmalig, vergeben. So wurde im Jubiläumsjahr 2006 ein Sonderpreis für jene Schiffe ausgeschrieben, die auch schon im Jahr 1956 auf der Regatta mitgefahren waren (schnellster Veteran war die französische Jacht Sereine). Zu weiteren Sonderpreisen zählen ein Preis für die jüngste Besatzung oder ein Preis für den Koch des langsamsten Schiffes – da er die längste Zeit auf See war, wird „der wichtigste Mann an Bord“ dafür ausgezeichnet, dass er die meiste Arbeit zu verrichten hatte.

## Geschichte der Regatta

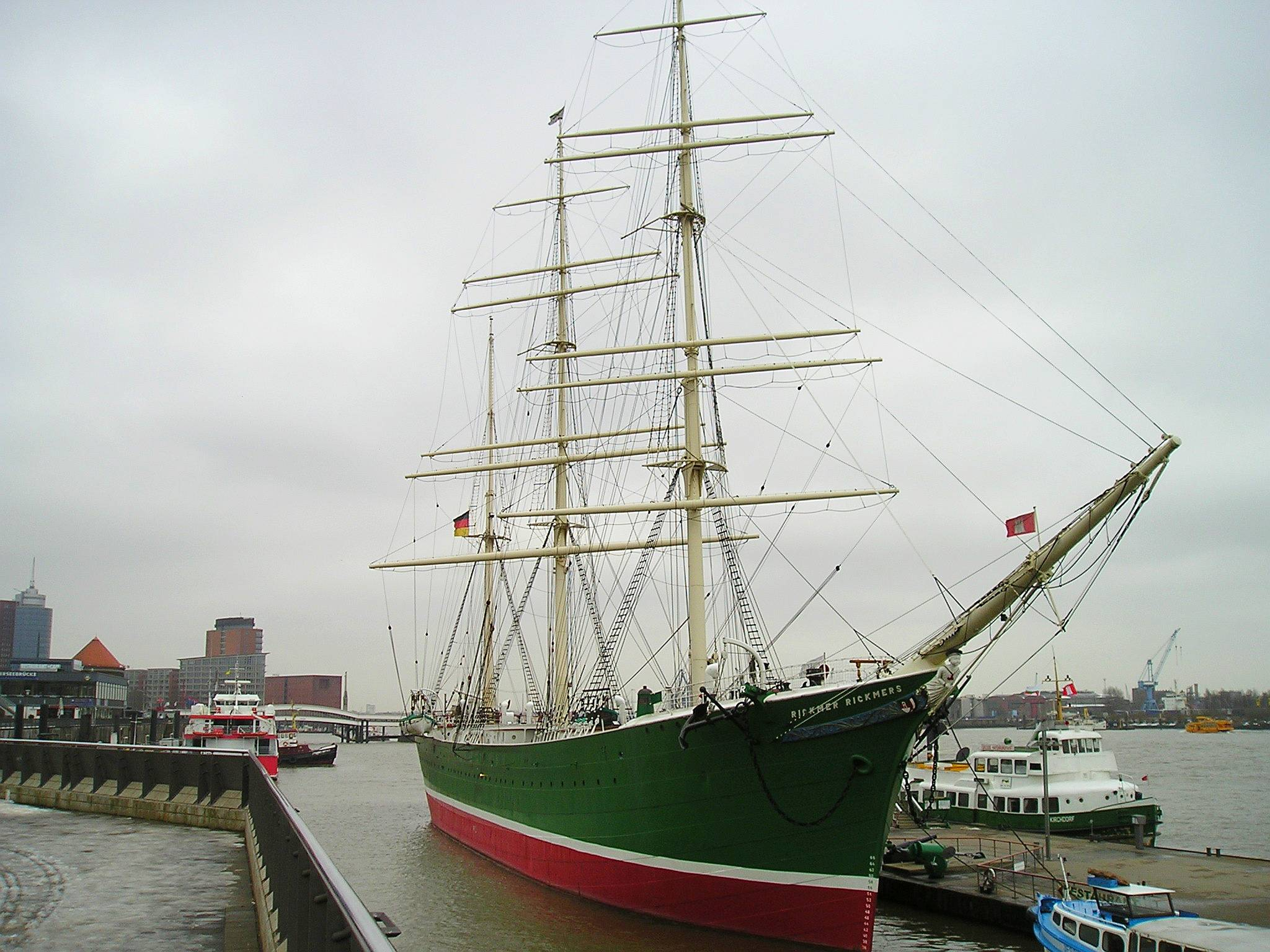
1958 Sieger unter dem Namen Sagres: Die Rickmer Rickmers

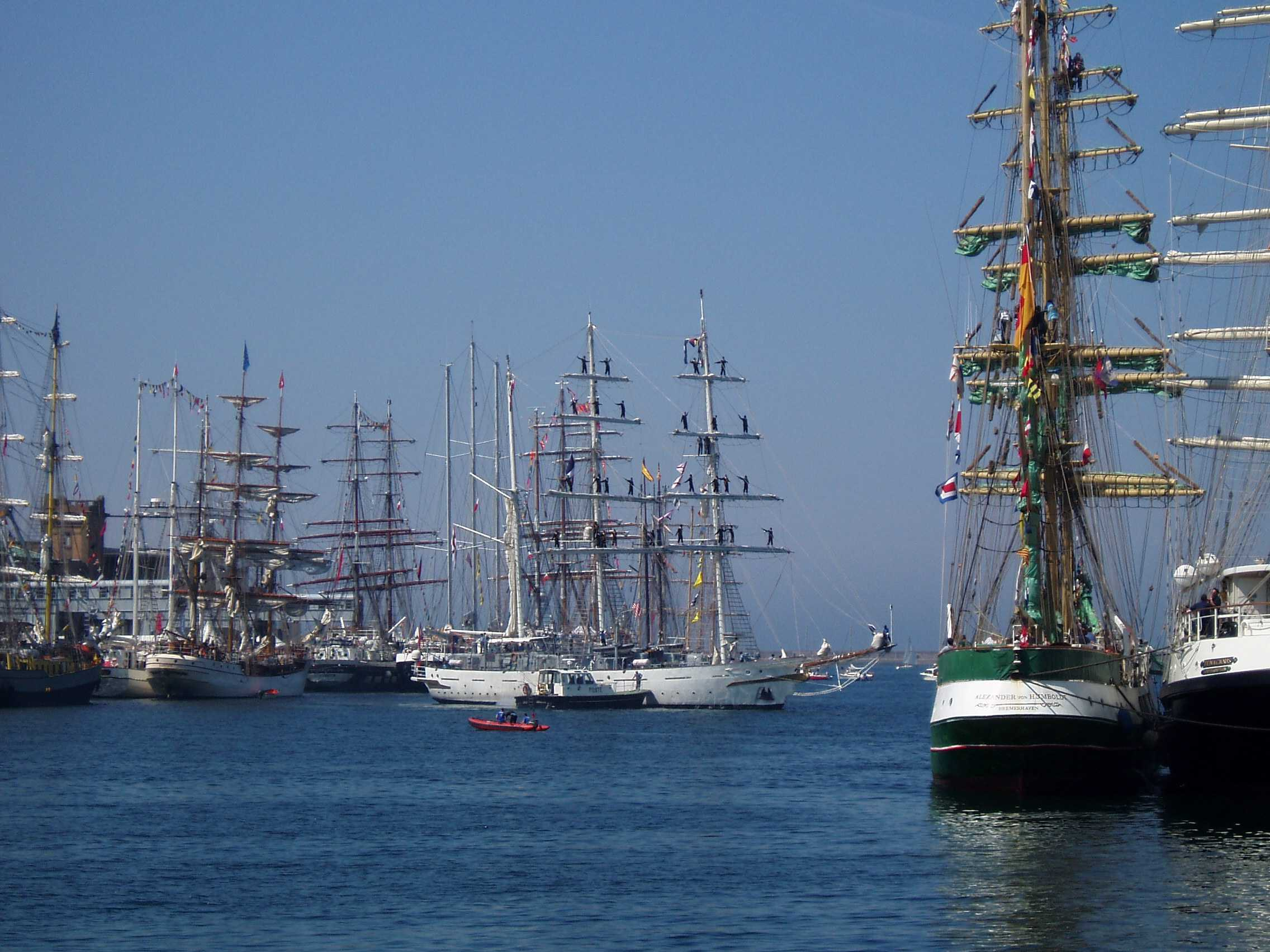
Tall Ships’ Races 2005 in Cherbourg

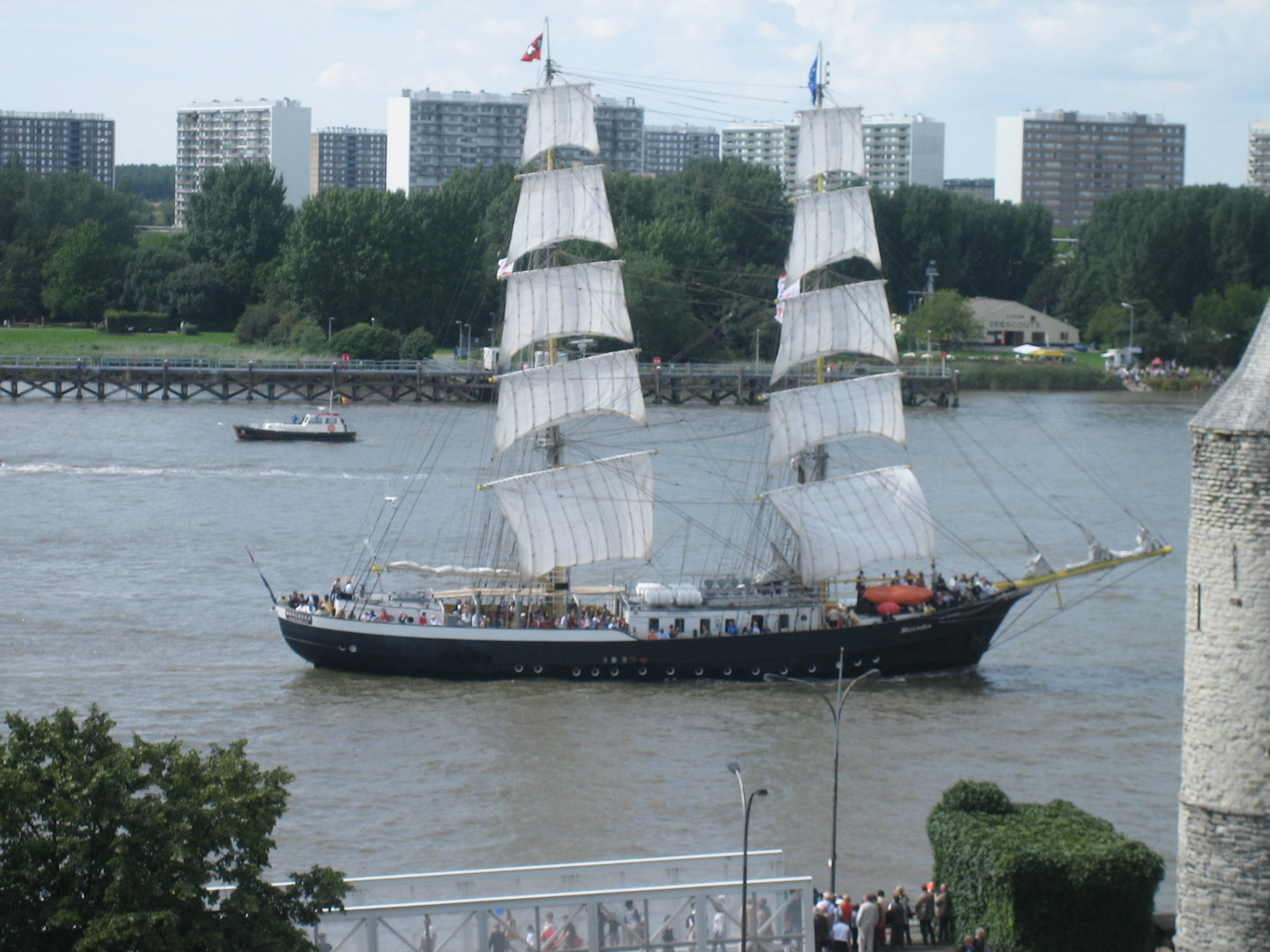
Tall Ships’ Races im Jubiläumsjahr 2006: Die Brigg Mercedes im Zielhafen Antwerpen

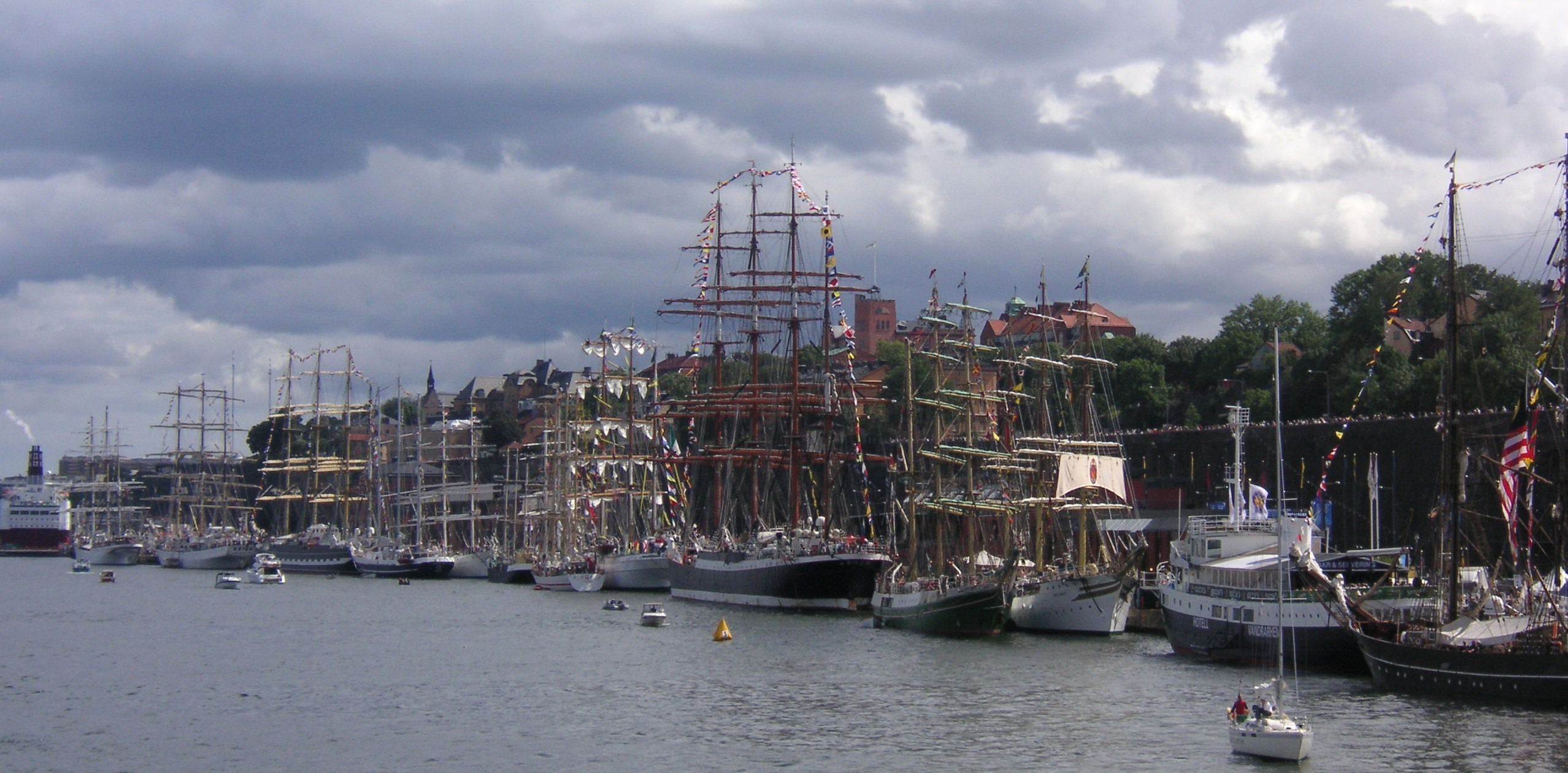
Tall Ships’ Races in Stockholm, 28. Juli 2007

1953 begann der pensionierte Londoner Anwalt Bernard Morgan sich dafür einzusetzen, eine internationale Regatta für die letzten damals existierenden Großsegler zu veranstalten. Er konnte insbesondere den britischen Admiral Louis Mountbatten für seine Idee gewinnen, und zur Durchführung der Regatta wurde das Sail Training International Race Committee (STIRC) gegründet, aus dem die britische Sail Training Association (STA) (Wegbereiter aller anderen Sail Training Associations) hervorging.
1956 fand die von der STA organisierte Regatta von Torbay (Großbritannien) nach Lissabon (Portugal) statt. Schiffe aus neun europäischen Ländern und aus Argentinien traten in zwei Größenklassen (über und unter 100 Tonnen) gegeneinander an. Sieger der Regatta war vor der norwegischen Christian Radich das britische Schiff Moyana, das allerdings auf der Rückfahrt von der Regatta, auf dem Weg nach Southampton, in einem Sturm sank; alle 23 Besatzungsmitglieder sowie der Siegerpreis der Regatta konnten gerettet werden.
Die Regatta war als einmaliges Ereignis geplant, als ein Abgesang auf die Ära der Großsegler und eine Möglichkeit für die letzten Kadetten auf Segelschiffen, miteinander in Kontakt zu kommen. Doch das Rennen führte unerwartet zu großem Publikumsinteresse, besonders in den Ländern der teilnehmenden Schiffe, und die Medien erfanden den Namen Tall Ships’ Races. Angesichts des breiten Echos auf die erste Regatta beschlossen die Veranstalter, 1958 eine Neuauflage und fortan alle zwei Jahre eine Regatta zu organisieren.
Sie wurde jahrelang von der Sail Training Association (Unterabteilung Races, dt. „Regatten“) unter der Präsidentschaft des Duke of Edinburgh organisiert. Später entwickelte sich aus ihr die International Sail Training Association (ISTA), und 2003 wurde schließlich die Organisation Sail Training International gebildet, die seither die Tall Ships’ Races veranstaltet.
Auch die Regatta selbst entwickelte sich über die Jahre weiter: 1964 wurden zum ersten Mal Größenklassen eingeführt und die größeren Segler (Klasse A) von den kleineren Schiffen (Klasse B) getrennt.
Von 1965 an wurden (außer 1975) abwechselnd mit den Tall Ships’ Races kleinere Regatten veranstaltet, deren Größe jedoch über die Jahre schnell zunahm. Seit der Mitte der 70er Jahre wurden diese zusätzlichen Rennen so bedeutend wie die Regatten in den dazwischen liegenden Jahren.
Von 1973 bis 2003 konnten Berry Brothers & Rudd, die den Cutty Sark Scotch Whisky vermarkten, als Sponsoren gewonnen werden, und die Regatta erhielt in dieser Zeit den Namen Cutty Sark Tall Ships’ Races. Die Sponsoren begründeten außerdem die Cutty Sark Trophy, einen Preis für die Besatzung, die während der Regatta am meisten zu internationaler Verständigung und Freundschaft beiträgt.
Seit 2003 ist die Regatta zu ihrem Namen „Tall Ships’ Races“ zurückgekehrt, und die Cutty Sark Trophy wurde zur Sail Training International Friendship Trophy umbenannt. Neuer Sponsor wurde die Stadt Antwerpen.
2006 wurde unter Schirmherrschaft des Duke of Edinburgh das 50-jährige Jubiläum der ersten Regatta gefeiert. Wie schon in vorangegangenen Jahren kamen Hunderttausende Besucher in die Regattahäfen, um die Teilnehmer-Schiffe anzusehen. Allein in den Zielhafen Antwerpen kamen 750.000 Besucher zu der Jubiläumsauflage der Tall Ships’ Races.
Angesichts der ungebrochenen Popularität der Veranstaltung bei Teilnehmern und Publikum fanden 2007 zwei unabhängige Regatten statt: The Tall Ships’ Races 2007 Mediterranean im Mittelmeer und The Tall Ships’ Races 2007 Baltic in der Ostsee.